# Helicia microphylla
Helicia microphylla är en tvåhjärtbladig växtart som beskrevs av Friedrich Ludwig Diels. Helicia microphylla ingår i släktet Helicia och familjen Proteaceae. Inga underarter finns listade i Catalogue of Life.